# Atos de Vingança
Atos de Vingança (no original em inglês Acts of Vengeance) é uma série de história em quadrinhos que reuniu diferentes super-heróis da Marvel Comics, promovendo Crossover de muitas revistas da editora, publicadas no período de 1989 - 1990. O tema principal das histórias, era a troca de super-vilões, que atacaram super-heróis diferentes dos quais estavam acostumados a combater. Os ataques eram planejados pelos "gênios do crime" do Universo Marvel, mas quem articulava tudo secretamente era o disfarçado deus do mal, Loki. Os chefes planejavam os ataques e escolhiam os vilões adversários, procurando aqueles que conseguissem vantagens ao enfrentar determinado super-herói.

## "Gênios do Crime"
- Lóki
- Doutor Destino
- Rei do Crime
- Magneto
- Mandarim
- Caveira Vermelha
- Mago.
- Apocalipse
- Cobra
- Pensador Louco

Obs.: Namor foi contatado por Lóki, mas rejeitou participar da trama.

## Sinopse
Para recrutar "auxiliares" dos gênios do crime que estavam à frente da conspiração, Lóki promoveria uma fuga da Gruta, uma prisão estadunidense para criminosos superpoderosos.
Com as sucessivas derrotas, os chefes da conspiração começaram a discordar entre si, até que Lóki se revelasse e fosse atacado pelos Vingadores.
Como o último ato de vilania, Lóki criou o robô Tri-Sentinela para destruir a cidade de Nova Yorque. O robô foi detido pelo Homem-Aranha (Amazing Spider-Man #329, Fevereiro de 1990).

## Publicações

### Principais revistas que participaram do crossover
- Avengers #311 - 313 (Dez. 1989 - Jan. 1990) (Vingadores);
- Avengers Spotlight #26 - 29 (Dez. 1989 - Fev. 1990) (Vingadores);
- Avengers West Coast #53 - 55 (Dez. 1989 - Fev. 1990) (Vingadores da Costa Oeste);
- Captain America #365 - 367 (Dez. 1989 - Fev. 1990) (Capitão América);
- Iron Man #251 - 252 (Dez. 1989 - Jan. 1990) (Homem de Ferro);
- Quasar #5 - 7 (Dez. 1989 - Fev. 1990);
- Thor #411 - 412 (Dez. 1989 - Jan. 1990) e
- Amazing Spider-Man #326 - 329 (Dez. 1989 - Fev. 1990) (Homem-Aranha).

### Ordem de publicação
(Com a correspondente publicação (lista incompleta, e com muitas histórias que não foram publicadas) no Brasil):

#### Prólogo
1. Iron Man #250
 * Grandes Heróis Marvel # 48 (Abril) - Ele enfrenta o Doutor Destino
2. Thor #410
3. Cloak & Dagger v3 #8
4. Solo Avengers #26

#### Saga
5. New Mutants #84
 * X-Men # 59 (Abril) - Eles enfrentam o Abutre
6. Damage Control v2 #1
7. Dr. Strange #11
8. Iron Man #251
 * O Incrível Hulk # 124 (Abril) - Ele enfrenta a Gangue da Demolição
9. The Punisher v2 #28
 * Superaventuras Marvel # 136 (Abril) - Ele enfrenta o Doutor Destino
10. Avengers #311
 * Capitão América # 171 (Abril) - Os Vingadores enfrentam Nebulosa
11. Captain America #365
 * Capitão América # 171 (Abril) - Ele enfrenta o Controlador
12. Fantastic Four #334
13. Quasar #5
 * O Incrível Hulk # 122 (Abril) - Ele enfrenta o Homem-Absorvente
14. Amazing Spider-Man #326
 * Homem-Aranha # 122 (Abril) - Ele enfrenta o Conde Nefária (Graviton)
15. Thor #411
 * Superaventuras Marvel # 134 (Abril) - Ele enfrenta o Fanático
16. Solo Avengers #27
17. Alpha Flight #79
18. Dr. Strange #12
19. Iron Man #252
 * O Incrível Hulk # 124 (Abril) - Ele enfrenta a Gangue da Demolição
20. West Coast Avengers #53
 * Capitão América # 171 (Abril) - Os Vingadores CO enfrentam os Alienígenas
21. Wolverine #19
 *Wolverine 18/19 (Abril) - Ele enfrenta o Tubarão Tigre
22. Spectacular Spider-Man #158
*Homem Aranha #122  (Abril) - Ele enfrenta o Ardiloso
23. The Incredible Hulk v2 #363
 * O Incrível Hulk # 121 (Abril) - Ele enfrenta o Gárgula Cinzento
24. Avengers Spotlight #26
  *O Incrível Hulk # 121 (Abril) - Os Vingadores enfrentam o Mago e o Espantalho
25. New Mutants #85
 * X-Men # 60 (Abril) - Eles enfrentam o Abutre e o Executor
26. Alpha Flight #80
27. New Mutants #86
 * X-Men # 60 (Abril) - Eles enfrentam o Abutre e Nitro
28. Cloak & Dagger v3 #9
29. Power Pack #53
30. Thor #412
 * Superaventuras Marvel # 134 (Abril) - Ele enfrenta o Fanático
31. Captain America #366
 * Capitão América # 172 (Abril) - Ele enfrenta o Controlador
32. Avengers #312
 * Capitão América # 172 (Abril) - Os Vingadores enfrentam a Força Federal
33. The Punisher v2 #29
 * Superaventuras Marvel # 136 (Abril) - Ele enfrenta o Doutor Destino
34. The Web of Spider-Man #59
*Homem Aranha #122  (Abril) - Ele enfrenta Titânia
35. Avengers Spotlight #27
  *Capitão América # 172 (Abril) - Os Vingadores enfrentam o andróide do Pensador Louco
36. Dr. Strange #13
37. Wolverine #20
 *Wolverine 18 (Abril) - Ele enfrenta o Tubarão Tigre
38. Fantastic Four #335
 * Superaventuras Marvel # 135 (Abril) - O Quarteto Fantástico enfrenta o Constrictor e o Besouro
39. Damage Control v2 #2
40. The Uncanny X-Men #256
 *X-Men # 58 (Abril) - Eles enfrentam o Mandarim
41. The Uncanny X-Men #257
 *X-Men # 59 (Abril) - Eles enfrentam o Mandarim
42. The Uncanny X-Men #258
 *X-Men # 60 (Abril) - Eles enfrentam o Mandarim
43. Daredevil #275
 *Superaventuras Marvel # 134 (Abril) - Demolidor enfrenta Ultron
44. Daredevil #276
 *Superaventuras Marvel # 135 (Abril) - Demolidor enfrenta Ultron
45. War Journal #12
 * O Incrível Hulk # 123 (Abril) - O Justiceiro enfrenta o Guerrilheiro
46. War Journal #13
 * O Incrível Hulk # 123 (Abril) - O Justiceiro enfrenta o Guerrilheiro
47. Moon Knight #8
48. Moon Knight #9
49. Moon Knight #10
50. Captain America #367
 * Capitão América # 173 (Abril) - Ele enfrenta o Controlador
51. Amazing Spider-Man #327
 * Homem-Aranha # 123 (Abril) - Ele enfrenta Magneto
52. West Coast Avengers #54
 * Capitão América # 172 (Abril) - Os Vingadores CO enfrentam Toupeira
53. Spectacular Spider-Man #159
 * Homem-Aranha # 123 (Abril) - Ele enfrenta Os Irmãos Grimm
54. The Web of Spider-Man #60
* Homem-Aranha # 123 (Abril) - Ele enfrenta Golias
55. Amazing Spider-Man #328
  *O Incrível Hulk # 122 (Abril) - Ele enfrenta o Hulk
56. Damage Control v2 #3
57. Solo Avengers #28
58. Spectacular Spider-Man #160
 * Homem-Aranha # 124 (Abril) - Ele enfrenta  Rino, Shocker, Homem-Hídrico
59. The Web of Spider-Man #61
* Homem-Aranha # 124 (Abril) - Ele enfrenta o Homem Dragão
60. Avengers #313
 * Capitão América # 173 (Abril) - Os Vingadores enfrentam os "gênios do crime"
61. Fantastic Four #336
 * Superaventuras Marvel # 136 (Abril) - O quarteto Fantástico enfrenta o Constritor e o Besouro
62. West Coast Avengers #55
  *Capitão América # 173 (Abril)
63. X-Factor #50
64. Quasar #6
 * Os Heróis Mais Poderosos da Marvel # 91 (Salvat)
65. Avengers Spotlight #28
  *Capitão América # 184 (Abril) - Gavião Arqueiro enfrenta o andróide do Pensador Louco
66. Solo Avengers #29
67. Damage Control v2 #4
68. Avengers Spotlight #29
  *Capitão América # 173 (Abril) - Vingadores enfrentam o Garra Sônica

#### Desfecho
69. Amazing Spider-Man #329
 * Homem-Aranha # 125 (Abril) - Ele enfrenta o Tri-Sentinela
70. The Web of Spider-Man #64
 * Homem-Aranha # 129 (Abril) - Ele enfrenta o Ardiloso e os Irmãos Grimm
71. The Web of Spider-Man #65
 * Homem-Aranha # 129 (Abril) - Ele enfrenta o Ardiloso e os Irmãos Grimm

#### Epílogo
72. Avengers Annual #19
 * Superalmanaque Marvel # 10 (Abril) - Os Vingadores enfentam Términus